# Добродеенко, Олег Васильевич
Оле́г Васи́льевич Доброде́енко (16 декабря 1929, Новохованск, Западная область — 5 августа 2006, Великие Луки, Псковская область) — советский легкоатлет-марафонец, мастер спорта СССР международного класса по легкой атлетике, 19-кратный победитель первенств Советского Союза среди железнодорожников, шестикратный — Европы, четырёхкратный — России. Победы он достиг на чемпионатах СССР[уточнить] и ВЦСПС. Наивысшие спортивные достижения показаны в 1961 и 1963 годах, когда он стал чемпионом мира[уточнить] в командном первенстве (кросс 6 миль в Швейцарии в 1961 году, марафонский бег в Чехословакии в 1963 году). 7 лет входил в состав сборной команды СССР и России по легкой атлетике (бег на длинные и сверхдлинные дистанции).

## Биография
В детстве, да и в юности не предполагалось, что дальнейшая жизнь будет связана со спортом и, более того, что сможет проявить себя в нём столь «громко». Впрочем, в годы войны некогда было строить грандиозных планов на будущее. В семье у родителей — пятеро детей. Отец — инвалид первой империалистической.
В 1947 году он, призывник от Невельского военкомата, участвовал в кроссе на 1000 м, который проходил на первенство района. Никто тогда никаких «подвохов» от него не ожидал. Внешний вид — явно не атлета. В 18 лет весил 46 килограммов. У него даже «подпольная кличка» была «доходяга». А когда тот кросс выиграл, кто-то даже пошутил, мол, ему легко бежать. Веса-то никакого…
Потом — армия. Попал в Киев. Выиграл первенство Киевского военного округа. Когда закончился срок службы, предложили остаться там, но Олег Васильевич — ни в какую. Но на каких бы только он соревнованиях не выступал и каких бы результатов не добивался, всегда возвращался в город на Ловати. И всегда на тех состязаниях, чемпионатах, когда называлась его фамилия, звучали не Псковская область, не Псков, а именно Великие Луки. Когда в 1963 году выиграл[уточнить] в марафоне на спартакиаде — международных соревнованиях на приз братьев Знаменских, известный комментатор Николай Озеров представил его как псковича, а Олег Васильевич выразил тогда протест.
И на Кубе в 1962 году был озвучен российский город на Ловати. Там проводились состязания на приз Фиделя Кастро. Добродеенко выиграл 20-километровый пробег. У африканцев, эфиопцев, филиппинцев. В условиях тропиков. Медаль вручал сам Фидель. Когда тот держал речь, подчеркивал, что Америка, мол, пытается задушить этот остров Свободы. А Куба ещё и соревнования проводит международного ранга. На них приехал простой русский парень из Сибири.
Напряженная жизнь в спорте не прошла бесследно для здоровья. В 1961 году на чемпионате мира
[уточнить] в Женеве накануне соревнований получил травму. Запасного в команде не было, потому принял решение участвовать в забеге. Преодолевая сильнейшую боль, в бессознательном состоянии завершил свою дистанцию вторым, тем самым обеспечив бегунам СССР победу в командном зачете. В более зрелом возрасте перенес три инсульта. В 1986 году был прооперирован в Ленинграде по поводу разрыва аорты. После операции был прикован к инвалидной коляске. Однако характер и умение работать на пределе возможностей помогли самостоятельно преодолеть болезнь и встать с инвалидной коляски. Преодолевая тяжелый недуг, в 1985 году организовал и возглавил в Великих Луках городской физкультурно-оздоровительный клуб для инвалидов «Надежда».
В 1953 году переехал в город Великие Луки, с которыми и связал всю дальнейшую жизнь. Каких бы спортивных успехов он потом не достигал, какие бы заманчивые предложения ему не делали, он всегда оставался патриотом своего города, всегда возвращался в ставший родным для него город. В характере Олега Васильевича — идти во всем до конца, не думая о последствиях, выкладываться полностью. Это помогало выигрывать и в спорте и преодолевать беды в обыденной жизни.

### Тренерская деятельность
Учась в Смоленском институте физической культуры, разработал собственную индивидуализированную систему тренировки бегунов. Испытал все на себе, результаты улучшились. Вышла обычная история. Традиционные подходы живучи, новое в методике тренировки приживается с трудом, требует определённого времени для понимания. В итоге стал тренироваться самостоятельно, без личного тренера.
На тренерском поприще достиг больших успехов. Подготовил мастера спорта СССР международного класса, 5 мастеров спорта СССР, 15 кандидатов в мастера спорта, 119 человек первого разряда и более двух тысяч спортсменов массовых разрядов. Его ученики успешно выступали на областных, республиканских, всесоюзных и международных соревнованиях. За спортивные и тренерские достижения ему присвоено почетное звание «Заслуженного работника физической культуры и спорта Российской Федерации».

## Результаты

### Соревнования
| Год  | Город    | Дистанция   | Дата       | Результат  | Место | Видео |
| ---- | -------- | ----------- | ---------- | ---------- | ----- | ----- |
| 1962 | Москва   | марафон     | 11 августа | 2:20.52 PB | 4     |       |
| 1962 | Мукачево | кросс 14 км | 23 февраля | 48.40,0    | 5     |       |
| 1963 | Москва   | марафон     | 13 августа | 2:22.03    | 4     |       |

| Год  | Пробег        | Город  | Дистанция | Дата    | Результат           | Место             |
| ---- | ------------- | ------ | --------- | ------- | ------------------- | ----------------- |
| 1963 | газеты «Труд» | Москва | 30 км     | 16 июня | 1:34.00,0 PB        | I (личнный зачёт) |
| 1963 | газеты «Труд» | Москва | 30 км     | 16 июня | I (командный зачёт) |                   |

### Награды
Четыре правительственные награды:
- две медали «За доблестный труд»
- медаль «За трудовое отличие»
- медаль «За победу над Германией в Великой Отечественной войне 1941—1945 годов»
- Почетный гражданин городов: Великих Лук, Брюсселя, Гаваны, Кошицы
- почетный железнодорожник СССР
- почетный член добровольных спортивных обществ «Локомотив» и «Спартак»
- судья Всероссийской категории
- «Заслуженный работник физической культуры РФ».